# Mariene provincie Sint-Helena en Ascension
De Mariene provincie Sint-Helena en Ascension (15) (Engels: St. Helena and Ascension Islands marine province) is een biogeografische provincie en ligt in het zuidelijke deel van de Atlantische Oceaan in het Marien rijk Tropische Atlantische Oceaan. De mariene provincie is vastgesteld door het World Wide Fund for Nature en The Nature Conservancy en is vernoemd naar Sint-Helena en Ascension.
Het gebied grenst niet aan andere mariene provincies.

## Geografie
De mariene provincie ligt rond de eilandengroep Sint-Helena en Ascension in het Brits eilandterritorium Sint-Helena, Ascension en Tristan da Cunha.

## Biogeografie
Het gebied kent zeeleven dat houdt van tropische temperaturen.

## Mariene ecoregio's
De mariene provincie bestaat uit slechts één mariene ecoregio:
- Mariene ecoregio Sint-Helena en Ascension (78)